# Martin Baxa
Martin Baxa (* 16. září 1975 Plzeň) je český středoškolský pedagog a politik, od prosince 2021 ministr kultury ČR ve vládě Petra Fialy. Od ledna 2018 je místopředsedou ODS, od října 2017 poslancem Poslanecké sněmovny PČR, v letech 2010 až 2014 a 2018 až 2022 primátor města Plzně, od roku 2004 zastupitel Plzeňského kraje (v letech 2016 až 2018 navíc náměstek hejtmana). Je též bývalým radním a zastupitelem městského obvodu Plzeň 3.

## Život
V letech 1990 až 1994 vystudoval humanitní větev gymnázia v Plzni na Mikulášském náměstí. Vysokoškolské vzdělání pak absolvoval v letech 1994 až 1999 na Masarykově univerzitě v Brně, kde získal titul Mgr. v mezifakultním oboru učitelství dějepisu a zeměpisu pro střední školy.
Od roku 1999 učí dějepis a zeměpis na gymnáziu v Plzni na Mikulášském náměstí, od roku 2004 na částečný úvazek pouze zeměpis do přelomu roku 2017 a 2018. Je ženatý a zatím bezdětný.

## Politické působení
V komunálních volbách v roce 1998 se pokoušel neúspěšně dostat jako nestraník za ODA do Zastupitelstva města Plzně. V roce 1999 vstoupil do ODS, za kterou pak úspěšně kandidoval v komunálních volbách v roce 2002 a stal se plzeňským zastupitelem. V komunálních volbách v roce 2006 do Zastupitelstva města Plzně nekandidoval. Plzeňským zastupitelem se opět stal po komunálních volbách v roce 2010, kdy byl zároveň kandidátem ODS na primátora. Protože ODS vyhrála volby a podařilo se jí uzavřít koalici, byl v listopadu 2010 primátorem města Plzně skutečně zvolen.
Do vyšší politiky vstoupil, když byl v krajských volbách v roce 2004 zvolen za ODS zastupitelem Plzeňského kraje. Mandát zastupitele kraje obhájil v krajských volbách v roce 2008 i v krajských volbách v roce 2012. V letech 2004 až 2008 navíc působil ve funkci radního Plzeňského kraje pro oblast kultury a památkové péče. Ve volbách v roce 2016 byl lídrem ODS v Plzeňském kraji a mandát krajského zastupitele obhájil. Dne 21. listopadu 2016 byl navíc zvolen náměstkem hejtmana pro oblast kultury a památkové péče. Na tuto funkci v únoru 2018 rezignoval, vystřídal jej Vladislav Vilímec.
Angažoval se ale i na nižší politické úrovni. V komunálních volbách v roce 1998 se pokoušel neúspěšně dostat jako nestraník za ODA do Zastupitelstva městského obvodu Plzeň 3. V komunálních volbách v roce 2002 nekandidoval. Uspěl až v komunálních volbách v roce 2006 jako člen ODS. V letech 2006 až 2010 pak působil ve funkci radního městského obvodu Plzeň 3. V komunálních volbách v roce 2010 se do Zastupitelstva městského obvodu Plzeň 3 nedostal.
V komunálních volbách v roce 2014 vedl kandidátku ODS do Zastupitelstva města Plzně. Strana skončila těsně druhá a Martin Baxa obhájil post zastupitele města. Následně vznikla koalice ČSSD, ODS, hnutí Občané patrioti a KDU-ČSL, v níž Baxa obsadil místo 1. náměstka primátora. Roku 2014 se stal držitelem Medaile skautské vděčnosti.
Ve volbách do Poslanecké sněmovny PČR v roce 2017 byl zvolen poslancem za ODS v Plzeňském kraji. Získal 4 655 preferenčních hlasů a posunul se tak z původního 3. místa na konečné 1. místo. V Poslanecké sněmovně je členem výboru pro veřejnou správu a regionální rozvoj, spolu se svými stranickými kolegy Jakubem Jandou a Martinem Kupkou. V lednu 2018 byl zvolen na kongresu ODS v Ostravě místopředsedou strany, na 29. kongresu ODS v Praze v lednu 2020 post obhájil.
V komunálních volbách v roce 2018 vedl kandidátku ODS do Zastupitelstva města Plzně. Strana skončila těsně druhá a Martin Baxa obhájil post zastupitele města. Následně vznikla koalice ODS, hnutí ANO 2011, TOP 09 a ČSSD, v níž Baxa obsadil dne 15. listopadu 2018 místo primátora. Nahradil tak Martina Zrzaveckého z ČSSD. Po jmenování ministrem kultury ČR však v lednu 2022 na post primátora rezignoval, nahradil jej Pavel Šindelář.
V krajských volbách v roce 2020 obhájil jako člen ODS post zastupitele Plzeňského kraje, a to na kandidátce uskupení „Občanská demokratická strana s podporou TOP 09 a nezávislých starostů“. Na listině původně figuroval na 16. místě, ale vlivem preferenčních hlasů skončil nakonec první. Mandát krajského zastupitele obhájil i v krajských volbách v roce 2024.
Ve volbách do Poslanecké sněmovny PČR v roce 2021 byl z pozice člena ODS lídrem kandidátky koalice SPOLU (tj. ODS, KDU-ČSL a TOP 09) v Plzeňském kraji a byl znovu zvolen poslancem se ziskem 11 269 preferenčních hlasů. V listopadu 2021 se stal kandidátem ODS na post ministra kultury ČR ve vznikající vládě Petra Fialy (tj. koalice SPOLU a PirSTAN). V polovině prosince 2021 jej do této funkce prezident ČR Miloš Zeman jmenoval, a to na zámku v Lánech.
Na 30. kongresu ODS v Praze v dubnu 2022 získal 82 % hlasů delegátů, čímž obhájil funkci místopředsedy strany.
V komunálních volbách v roce 2022 kandidoval jako člen ODS do plzeňského zastupitelstva z 5. místa kandidátky koalice SPOLU (tj. ODS, KDU-ČSL a TOP 09). Mandát zastupitele se mu podařilo obhájit. V dubnu 2024 potřetí obhájil funkci řadového místopředsedy strany, když získal 374 hlasů od 528 přítomných delegátů.
Ve volbách do Poslanecké sněmovny PČR v roce 2025 je z pozice člena ODS lídrem koalice SPOLU (tj. ODS, KDU-ČSL a TOP 09) v Plzeňském kraji.